# Pád vrtulníku u Varzakanu v Íránu
K nehodě vrtulníku u města Varzakan v Íránu došlo 19. května 2024, kdy byl v oblasti havárie hlášen silný déšť, mlha a vítr. Ve zcela shořelém vrtulníku uhořeli všichni lidé na palubě, mezi nimi i íránský prezident Ebráhím Raísí. Vrtulník byl součástí vypravené letky tří strojů, z nichž ostatní dva bezpečně dorazily do cíle. Účelem cesty byla účast prezidenta na slavnostním otevření přehrady poblíž ázerbájdžánských hranic, kterého se zúčastnil také ázerbájdžánský protějšek Ilham Alijev.

## Pátrací akce
Pátrací akce začala v den havárie a skončila o den později. Do akce v obtížných horských podmínkách íránské provincie Východní Ázerbájdžán se zapojilo 73 záchranných týmů, které nasadily i drony a psy. Na místě panovala hustá mlha a pršelo, což znesnadňovalo hledání. Na žádost íránské strany se do hledání zapojil také ruský tým 47 záchranářů nebo turecký tým s 32 záchranáři, technikou a s vrtulníkem s termovizí. Ta v horách objevila neobvykle teplé místo. Vrtulník byl objeven zcela shořelý bez jakýchkoliv známek života.

## Vyšetřování
Podle vyšetřování vrtulník narazil do úbočí hory, načež vzplál. 24. května byla příčina nehody stále předmětem vyšetřování, nic však nenaznačovalo, že by došlo k útoku na vrtulník. Nebyly nalezeny žádné stopy po střelách a kontrola komunikace ukázala, že vrtulník s oběma ostatními stroji ještě 90 minut před nárazem komunikoval bez známek něčeho neobvyklého. Také kontrola letové dráhy neukázala jakoukoliv změnu před nárazem.

## Průběh letu
Vrtulníky z oblasti slavnosti vyrazily za jasného počasí, nicméně asi po půl hodině letu se v horách dostaly do mraku a krátce na to se jeden z vrtulníků, Bell 212, ostatním ztratil. Zbylé stroje potom chvíli oblast pročesávaly a kroužily kolem místa, kde se helikoptéra ztratila. Viditelnost ale průzkum znemožnila, a tak oba vrtulníky přistály v nedalekém měděném dole.

## Oběti
Během nehody zemřeli prezident Íránu Ebráhím Raísí, ministr zahraničí Hosejn Amírabdolláhján, generální guvernér Východního Ázerbájdžánu Malek Rahmati, zástupce nejvyššího vůdce ve Východním Ázerbájdžánu ajatolláh Mohamed Alí Ale-Hašem, vedoucí prezidentova bezpečnostního týmu generál Mehdi Musavi a tři členové letové posádky.